# Masanao Ozawa
Masanao Ozawa (jap. 小澤 正直, Ōzawa Masanao; * 1950) ist ein japanischer Mathematiker und Physiker der Universität Nagoya. Er erlangte durch Arbeiten zur heisenbergschen Unschärferelation internationale Aufmerksamkeit.

## Leben
Ozawa promovierte an der Tōkyō Kōgyō Daigaku und ist heute Professor an der Graduiertenschule für Informatik an der Universität Nagoya. Davor war er Professor in Nagoya und an der Universität Tōhoku. Er befasst sich insbesondere mit Quanteninformationstheorie, dem Messprozess in der Quantenmechanik und offenen Quantensystemen.

## Ozawa-Ungleichung
Ozawa legte 2003 dar, dass die häufig in Vorlesungen vorgetragene Interpretation der Unschärferelation durch Werner Heisenberg als gegenseitige Störung bei Messungen nicht ganz korrekt sei. Ozawa analysierte mit der nach ihm benannten Ungleichung die unterschiedlichen Anteile an der Unschärferelation:
{\displaystyle \varepsilon (Q)\eta (P)+\varepsilon (Q)\sigma (P)+\sigma (Q)\eta (P)\geq {\frac {\hbar }{2}}},
Dabei ist:
- {\displaystyle \varepsilon (Q)} die Unbestimmtheit des Ortes: die mittlere Abweichung zwischen dem Ort vor der Wechselwirkung im Messgerät und dem Wert, der anschließend angezeigt wird (Messrauschen),
- {\displaystyle \eta (P)} die Unbestimmtheit des Impulses: die mittlere Veränderung des Impulses während der Zeitentwicklung in der Messapparatur,
- {\displaystyle \sigma (P)} die Quantenfluktuation des Impulses,
- {\displaystyle \sigma (Q)} die Quantenfluktuation des Ortes und
- {\textstyle \hbar ={\frac {h}{2\pi }}} die reduzierte Planck-Konstante.

Die Unschärferelation bleibt zwar als grundlegender Bestandteil der Quantenmechanik gültig, der Anteil {\textstyle \varepsilon (Q)\eta (P)}, der auf Störungen durch Messungen zurückführbar ist, lässt sich jedoch unter die Grenze der Unschärferelation {\textstyle \hbar /2} drücken.

## Experimenteller Nachweis
Seine Theorie konnte 2012 in einer Gruppe am Atominstitut der Technischen Universität Wien um Yuji Hasegawa durch Experimente mit Neutronenspins und durch Versuche eines Teams der University of Toronto um Aephraim Steinberg mit polarisierten Photonen bestätigt werden.

## Auszeichnungen
Ozawa erhielt 2008 den Herbstpreis der Japanischen Mathematischen Gesellschaft und 2010 den International Quantum Communication Award.